# Зульцбах-Лауфен
Зульцбах-Лауфен (нім. Sulzbach-Laufen) — громада в Німеччині, знаходиться в землі Баден-Вюртемберг. Підпорядковується адміністративному округу Штутгарт. Входить до складу району Швебіш-Галль.
Площа — 43,96 км2. Населення становить 2487 ос. (станом на 31 грудня 2020).